# Tatort: Der zweite Mann
Der zweite Mann ist ein Fernsehfilm aus der Kriminalreihe Tatort der ARD und des ORF. Der Film wurde vom SFB produziert und am 16. August 1998 erstmals ausgestrahlt. Es handelt sich um den elften Fall des Ermittler-Duos Roiter und Zorowski und die 393. Tatort-Folge. Roiter und Zorowski müssen einen Überfall auf ein Juweliergeschäft und den anschließenden Mord am Haupttäter des Überfalls klären.

## Handlung
Ein Juweliergeschäft wird überfallen, der Räuber erbeutet wertvollen Schmuck, während des Überfalls erschießt er einen Wachmann, als dieser den Alarm auslösen will und nimmt eine Kundin als Geisel. Die aufgelöste Juwelierin kann Roiter und Zorowski gegenüber weder Angaben zum Täter noch zur Geisel machen. Derweil meldet sich die Geisel Melissa Kranach bei der Polizei, sie gibt an, dass er kein Wort mit ihr gesprochen habe, ein zweiter Mann sei irgendwann hinzu gestiegen, kurz darauf sei sie freigelassen worden. Weiterhin kann sie nur einen weißen Lieferwagen als Fluchtauto beschreiben. Während Zorowski genervt über die dünnen Angaben ist, zeigt sich Roiter verständnisvoll und bringt die junge Frau nach Hause. 
Am Schlachtensee im Grunewald wird der Fluchtwagen schließlich gefunden, der Fahrer desselben liegt erschossen darin. Der Tote, der mit der Tatwaffe aus dem Juwelierladen erschossen wurde, hatte keine polizeilich bekannten Fingerabdrücke, das Gesicht ist durch den Schuss aus nächster Nähe unkenntlich. Melissa Kranach, kann auch am nächsten Tag Roiter und Zorowski gegenüber keine brauchbaren Angaben zum zweiten Mann machen, Zorowski kann später den Zeugen, der die Leiche gefunden hat, ausfindig machen und bei ihm eine Armbanduhr sicherstellen, die der Täter am Tatort verloren haben könnte, auf dieser sind allerdings keine verwertbaren Spuren zu finden.
Aufgrund eines mithilfe von Kranach schließlich doch erstellten Phantombildes kann Zorowski einen Tatverdächtigen identifizieren und nach kurzer Verfolgung festnehmen, allerdings bestreitet dieser die Tat und nennt ein Alibi. Kranach kann ihn bei einer Gegenüberstellung jedoch als Täter identifizieren, im Gegensatz zu Roiter hegt Zorowski Zweifel an deren Aussage. Von Huber erfahren die Beamten allerdings kurz darauf, dass der Haftbefehl gegen den Tatverdächtigen aufgehoben wurde, das Alibi ist ein V-Mann des LKA, mit dessen Hilfe die Beamten an die Hehlerszene herankommen wollten. Roiter und Zorowski vernehmen Kranach erneut, diese verwickelt sich in Widersprüche, Roiter macht ihren Schockzustand dafür verantwortlich, während Zorowski misstrauisch wird. 
Roiter verdächtigt nach Auswertung des Videos vom Überfall die Juwelierin, die sehr eifrig den Schmuck einpackte, den Überfall auf ihren Laden selbst organisiert zu haben, anschließend trifft er sich auf Grund eines Anrufes von ihr mit Melissa. Sie entschuldigt sich für ihre vorschnelle Identifizierung des Verdächtigen und macht ihm klar, dass sie ihm vertraut. Sie berichtet, dass sie wiederholt von einem Unbekannten telefonisch bedroht wurde, sich von der Polizei fernzuhalten und sich beobachtet fühle. Melissa sagt Roiter gegenüber aus, dass sie den zweiten Mann heute in ein Haus hat gehen sehen, Roiter stellt fest, dass in dem angegebenen Haus die Juwelierin wohnt, Zorowski ermittelt unterdessen, dass die Versicherungssumme wesentlich höher war als von der Juwelierin den Beamten gegenüber angegeben. Die Pathologin erzählt den Beamten unterdessen, dass der Mörder des Räubers beim zweiten Schuss auf dessen Kopf offensichtlich sehr professionell jedwede Rekonstruktion des Schädels vereiteln wollte.
Roiter und Zorowski suchen die Juwelierin auf und halten ihr die falschen Angaben vor, diese gibt an, den Schaden nach dem Überfall noch nicht abgesehen haben zu können, jedwede Verdächtigungen weist sie zurück. Am Abend besucht Roiter Melissa, an der er Gefallen gefunden hat, und bekocht diese. Während Roiter eine Liebesnacht mit Melissa verbringt und sie ihm ihre Liebe gesteht, findet Zorowski durch nochmalige Auswertung des Videomaterials heraus, dass die Armbanduhr während des Überfalls von Melissa getragen wurde, sie muss also am Tatort gewesen sein, obwohl sie nach eigenen Angaben vorher abgesetzt wurde oder die Uhr im Wagen verloren und dies verschwiegen hat. Auf Vorhalt von Zorowski behauptet Melissa, die Uhr nie gesehen zu haben und zudem nie eine Uhr zu tragen. Zorowski entdeckt bei ihr allerdings eine neu gekaufte Uhr und möchte Melissa mit aufs Präsidium nehmen, doch der verliebte Roiter verhindert das und tut Zorowskis Theorie von ihrer Täterschaft ab. Auch Huber ist nach der Panne mit dem ersten Tatverdächtigen zurückhaltend. 
Die Unterlagen der Juwelierin ergeben derweil keine Unregelmäßigkeiten, Roiter bleibt trotzdem an ihr dran. Roiter fragt Melissa, woher sie die Uhr habe, sie erzählt ihm, diese von einem Patienten in ihrer Klinik geschenkt bekommen zu haben, wann sie die Uhr verloren habe, wisse sie nicht. Zorowski sucht die Mutter von Melissa Kranach auf dem Land auf. Diese gibt an, keinen Kontakt mehr zu ihrer Tochter zu haben, seit deren Umzug in eine Großstadt und einem Verhältnis mit einem verheirateten Mann sei sie nicht mehr gut genug für ihre Tochter. 
Da Roiter ein Foto von Melissa mit einem anderen Mann findet, erzählt sie ihm von ihrer großen Liebe zu dem verheirateten Mann, der sie aber belogen hätte. Als Roiter eifersüchtig reagiert, versichert Melissa ihm erneut ihre Liebe und dass ihr Ex-Freund bestimmt nie wieder auftauchen würde. Zorowski berichtet Roiter kurz darauf, dass Melissa in der Pathologie gearbeitet hat und sich daher mit der Anatomie von Menschen auskenne und auch, dass sie ihrer Mutter keineswegs einen Ring geschenkt habe, wie von Melissa als Anlass ihres Juwelierbesuchs angegeben. Zorowski präsentiert Roiter seine These, dass sie den Überfall zusammen mit ihrem Freund durchgeführt und diesen anschließend getötet habe. 
Am nächsten Morgen berichtet Melissa Roiter verängstigt, dass der unbekannte Mann sie wieder bedrohe, sie solle sich mit ihm am S-Bahnhof Nikolassee treffen. Der besorgte Roiter fährt für sie dorthin, doch trifft er dort niemanden an. In Sorge um sie fährt er sofort zu ihrer Wohnung zurück, dort trifft er sie an, wie sie gerade Fotos und Briefe ihres Ex-Freundes verbrennt. Sie gibt vor, dies als Zeichen ihrer Liebe zu ihm getan zu haben, doch Roiter erkennt endlich, dass Melissa die Zeit nutzen wollte, um Beweismittel zu vernichten, damit die Identität ihres Ex-Freundes nicht mehr nachvollziehbar ist. Schweren Herzens nimmt er sie vorläufig fest. In der Vernehmung halten Roiter und Zorowski ihr vor, dass sie zusammen mit ihrem Ex-Freund die Tat durchgeführt und ihn dann ermordet zu haben. Melissa kann die Widersprüche, u. a. dass sie im Geschäft angeblich einen Ring für ihre Mutter kaufen wollte, sich dann aber Colliers hat zeigen lassen, nicht klären. 
Am nächsten Morgen präsentiert der Anwalt von Melissa deren Ex-Freund, der nicht nur lebt, sondern auch ein Alibi für die Tatzeit hat. Roiter sucht Melissas Ex-Freund später noch einmal im Hotel auf, dieser berichtet ihm auf Nachfrage, dass Melissa sich nach der Trennung entgegen ihren Beteuerungen Roiter gegenüber direkt in eine Beziehung zu einem Michael Gubsch gestürzt habe. Zorowski kann herausfinden, dass Gubsch unbekannt verzogen ist und ein Jahr zuvor eine Reserveübung bei der Bundeswehr in der Kaserne gemacht hat, aus der zu exakt der Zeit die Tatwaffe des Überfalls gestohlen wurde. Die unterdessen freigelassene Melissa gräbt am Schlachtensee die Beute des Überfalls aus. Eine ehemalige Nachbarin von Gubsch kann Roiter und Zorowski ein Paket aushändigen, dass Gubsch bei seinem Auszug vergessen hatte. Im Paket finden die Beamten Fotos von Gubsch und Melissa, 
Roiter wird klar, dass Melissa absichtlich den Verdacht auf ihren Ex-Freund Sven gelenkt hat, um ihn dann als lebend und unschuldig präsentieren zu können. Melissa will sich gerade vom Flughafen Tempelhof aus ins Ausland absetzen, als Roiter und seine Kollegen dort auftauchen. Nach kurzer Verfolgungsjagd können die Beamten sie stellen, sie gibt Roiter gegenüber zu, den Überfall durchgeführt zu haben, Gubsch habe jedoch entgegen der Absprache eine geladene Waffe mitgenommen und den Wachmann erschossen. Sie hat ihn daraufhin getötet, weil er nervös geworden war und sich stellen wollte. Melissa wird abgeführt. 

## Produktion
Der Tatort Der zweite Mann ist eine Produktion im Auftrag des SFB für Das Erste. Der Film wurde in Berlin gedreht. Bei seiner Erstausstrahlung am 16. August 1998 hatte Der zweite Mann 5,78 Millionen Zuschauer, was einem Marktanteil von 22,01 % entspricht.
Die zwölf Filme des SFB mit Winfried Glatzeder wurden nicht auf herkömmlichen Filmmaterial aufgezeichnet, sondern mit Hilfe von Betacam-Videokameras, was eine Videoclip-Ästhetik der Filme zur Folge hatte, die vielfach kritisiert wurde. Auch der 1995 vom SFB produzierte Polizeiruf 110: Sieben Tage Freiheit wurde in diesem Format aufgezeichnet und ebenfalls kritisiert.

## Kritik
TV Spielfilm beschrieben den Film „In Berlin geht das Verbrechen um: Amateurhafte Aufnahmen und dilettierende Schauspieler verunstalten das Aushängeschild unter den deutschen TV-Krimis.“ Sie schrieben, „dank mieser Drehbücher, Urlaubsvideo-Optik und chargierender Darsteller wurden die Ermittler sogar aus dem Hauptprogramm verbannt“ und resümierten „Für dieses Verbrechen gibt's die Höchststrafe.“